# Surrey Elite Intermediate League
Surrey Elite Intermediate Football League là một giải đấu bóng đá Anh dành cho các đội bóng ở Tây Nam London, Surrey và các vùng lân cận. Giải đấu được thành lập năm 2008, nằm ở Cấp độ 11 của Hệ thống các giải đấu bóng đá Anh và ở Bậc 7 của National League System từ năm 2012, có 1 hạng đấu cho đội chính và 1 hạng đấu cho đội Dự bị.
Giải đấu được thành lập để kết nối giữa các giải địa phương và các hạng đấu thấp hơn của Combined Counties League.
Giải đấu được góp đội bởi Surrey County Intermediate League (Western) và Surrey South Eastern Combination. Các đội bóng ở các giải đấu khác như Aldershot & District League cũng có quyền gia nhập.
Hiện tại đương kim vô địch của giải là Horsley.

## Các đội bóng mùa giải 2014–15
| Câu lạc bộ            | Vị thứ mùa giải 2013-14                                              |
| --------------------- | -------------------------------------------------------------------- |
| Abbey Rangers         | thứ 3                                                                |
| AFC Cubo              | thứ 9                                                                |
| AFC Spelthorne Sports | thứ 1 ở Surrey County Intermediate League (Western) Premier Division |
| Balham                | thứ 1 ở Surrey South Eastern Combination Intermediate Division One   |
| Battersea Ironsides   | thứ 2                                                                |
| Horsley               | thứ 5                                                                |
| Merrow                | thứ 10                                                               |
| NPL                   | thứ 1                                                                |
| Project Clapham       | thứ 2 ở Surrey South Eastern Combination Intermediate Division One   |
| Reigate Priory        | thứ 11                                                               |
| Ripley Village        | thứ 12                                                               |
| Tooting Bec           | thứ 6                                                                |
| Virginia Water        | thứ 8                                                                |
| Warlingham            | thứ 13                                                               |
| Yateley United        | thứ 4                                                                |

## Các nhà vô địch
| Mùa giải | Đội vô địch       |
| -------- | ----------------- |
| 2008–09  | Eversley          |
| 2009–10  | Epsom Eagles      |
| 2010–11  | Spelthorne Sports |
| 2011–12  | Epsom Athletic    |
| 2012–13  | Yateley Green     |
| 2013–14  | NPL               |
| 2014–15  | Horsley           |